# Psiloderces djojosudharmoi
Psiloderces djojosudharmoi is een spinnensoort uit de familie Psilodercidae. De soort komt voor in Sumatra.